# 日野賢二
日野 賢二（ひの けんじ、Kenji Hino、1967年8月17日 - ）は、日本・東京都出身でアメリカ・ニューヨーク在住のベーシスト、ソングライター、編曲家、音楽プロデューサー。
マネジメント業務は「JINOJAM」が行う。2011年12月現在、「日野"JINO"賢二」の名称で日本を拠点に活動中の音楽家。
Bio/プロフィール
日野賢二『JINO』
日本で生まれ7歳からニューヨークに移り住み学生時代を送る。
同高校OBのマーカスミラーに感銘を受け
トランペットからベースに転向。
その後ジャコ・パストリアスと運命的な出会いを果たす。
19歳にアポロシアターでプロデビュー
R&BアーティストJOEの世界ツアー,
Nathan East Band
レコード発売ライブ・サポート
(自身のCS音楽番組:Midnight Jam MusicOnAirで,Nathan Eastとデュオで出演)
Marcus Miller Bandゲストベーシストとして参加,
Jeff Mills Band (Spiral Deluxe )でヨーロッパツアーなどに参加し数々輝かしい経歴を積み上げる。
2011年から2022年はMISIAのツアー,
2022年David Fosterの
ジャパン・ツアー,
さかいゆう,
他ライブに多数出演。
柳楽優弥主演、KENTARO監督プロデュース作品「ターコイズの空の下」
の作曲,プロデュース
を手掛ける。
2023年には自身がリーダーを務めるバンドJINOJAMの全国ツアーが6/13 LINE CUBE SHIBUYAから予定されている。
・ソロアルバム
ユニバーサルGRP,
KingRecord
・作曲,
プロデュース
Ai,
Def  Tech,
西野カナ,
Minmi,
Zeebra,
スガシカオ,
DJ Honda,
日野皓正, 他
・レコーディング/演奏:
Boyz ll Men,
Macy Gray,
Joe,
David Foster,
Katharine McPhee,
Jonah Nilsson
(Dirty Loops)
Henrik Linder,
John JR Robinson,
John Scofield,
Trey Song,
Bernard Howler,
Hiram Bullock,
Poogie Bell,
Kenny Garrett,
Richard Bona,
Misia,
Def Tech,
Char,
Anri,
Lazy,
TKY 
(TOKU,小沼ようすけ)
TYJ w/沼澤尚(dr)
和田あき子
近年フェンダーと契約
シグネチャーモデルのフェンダーJINO JAZZベースが人気。2023年発売のフェンダーアメリカンヴィンテージllを収録。

## 来歴
ジャズ・トランペット奏者日野皓正の次男として生まれ、1975年に7歳の時に家族とニューヨークに移住。ニューヨーク郊外にある音楽専門のハイスクールを卒業後、同校出身のマーカス・ミラーやオマー・ハキムと親交を持つようになる。以後、ジャコ・パストリアス、ハービー・ハンコック、ハイラム・ブロックら音楽家と演奏を重ねる。
「JINO」の由来だが、アメリカでイタリア人の友人が「ケンジ　ヒーノ」を、「ヘイ！ケンジーノ！ケンジーノ！ジーノ！」と呼び、それが短くなって「ジーノ」になった。
2003年に帰国、初のリーダー・アルバム『ワンダーランド』、続いて『JINO』をユニバーサルミュージックよりリリース、これを機に活動拠点を日本に移す。これまで“TKY”、“JINOJAM”、“FAZ-JAZZ”など数々の音楽ユニット、MISIA、AI他アーティストのライブサポートならびに編曲家や音楽プロデューサーとしてBoyz II Men、西野カナなど数々のレコーディング・ワークで活動。
2009年に日野とJeff Miyaharaが作曲・編曲した西野カナの楽曲『君に会いたくなるから』はアルバム『LOVE one.』からシングルカットされ、総計110万枚を越えるミリオンセラーとなった。

## 活動歴
- 2003年、JINO JAM Bandを結成。同年と2005年にリーダーアルバムをユニバーサルミュージックよりリリース及び全国ツアー実施。
- 2004年・2005年、Kankawa&ハイラム・ブロックなどのレコーディング・全国ツアーに参加。
- 2005年、北島康介の応援歌、ZeebraとのコラボレーションCDをJINO JAMレーベルよりリリース。同年、小沼ようすけ、TOKUらとTKYを結成。ソニー・ミュージックよりCDリリース、全国ツアー実施。
- 2007年、「株式会社JINO JAM INC」設立、同年、FazJaz.jpの全国ツアー参加後、2008年にVEGAミュージックよりDVDをリリース。
- 2008年、教則DVD「JINO SLAP STYLE」をアトス・インターナショナルよりリリース。同年、櫻井哲夫とCD「TetsuJino」をキングレコードよりリリース、全国ツアー実施。
- 2009年、ハクエイ・キム、シャンティ・スナイダー、小沼ようすけ、藤井ノブらと"Spooky"結成。サマージャズレボリューションにてハクエイ・キム、太田剣、鈴木央紹、大槻"KALTA"英宣らと5Cats結成。
- 2010年、5Catsにて8カ所の夏ツアーを行う。同年、CSテレ朝チャンネル"源流 Jazz"にJINOJAMで60分のライブ番組をプロデュース、ミキシング、マスタリングを手掛ける。
- 2010年 - 2011年、TV／Music Air『MIDNIGHT JAM』『MIDNIGHT JAM EX』の進行役兼ミキシングを担当。『MIDNIGHT JAM』では、日野が率いるセッション・バンドに毎回1人のゲストを迎え、カバー曲、オリジナル曲を演奏。現在までのゲストは日野皓正、Shiho（Fried Pride）、渡辺香津美、中川晃教、小林香織、Tinaなど。『MIDNIGHT JAM EX』のゲストには、カイル・イーストウッド、ネーザン・イースト、リチャード・ボナ他、海外ミュージシャンを迎え1年間に計24本の制作本数が予定されている。
- 2011年4月、ドイツ楽器フェアにてローランド製品の発表会に召喚され、同イベント参加メンバーと共にヨーロッパツアーも行っている。2012年も同会に参加。
- 2011年5月から現在に至るまで、MISIAの全国ツアーにレギュラー・ベーシストとして参加。2012年には同ツアーでコーラスを受け持つハワイ出身の米国人アーティスト"JP"（ジェイ・ピー）とのコラボレーションも行った。
- 2012年3月20日の札幌公演よりスタートする「Def Tech」のホールツアーに参加する。
- 2014年5月21日に3枚目のリーダーアルバム「JINOJAM」がキングレコードからリリース。

## 受賞歴
- 2003年 New Star Prize（ソロ・アルバム"Wonderland"）
- 2005年 Best Jazz/Fusion Prize （ソロ・アルバム"JINO"）
- 2009年 Best Jazz/Fusion Prize （コラボレーション・アルバム"TetsuJino"）